# BMW S55
BMW S55 — бензиновый двигатель внутреннего сгорания производства компании BMW, выпускаемый с 2014 года. Является производной моделью от BMW N55.
Впервые был представлен на BMW M3 (F80) и BMW M4 (F82). Модель пришла на смену двигателю BMW S65.
Также двигатель устанавливается на BMW M2. С 2019 года выпускается преемник BMW S58.

## Технические характеристики
| Модель                              | Мощность при об/мин               | Крутящий момент при об/мин | Годы производства |
| ----------------------------------- | --------------------------------- | -------------------------- | ----------------- |
| M2                                  | 302 кВт (410 л.с.) при 5250—7000  | 550 Н⋅м при 2350—5200      | 2018—2021         |
| M3 M4                               | 317 кВт (430 л. с.) при 5500—7300 | 550 Н⋅м при 1850—5500      | 2014—2020         |
| M2 CS M3 Competition M4 Competition | 331 кВт (450 л. с.) при 7000      | 550 Н⋅м при 2350—5500      | 2017—2021         |
| M3 CS M4 CS                         | 338 кВт (460 л. с.) при 6250      | 600 Н⋅м при 4000—5380      | 2017—2018         |
| M4 DTM Champion Edition M4 GTS      | 368 кВт (500 л. с.) при 6250      | 600 Н⋅м при 4000—5500      | 2014—2017         |